# ウート・ウーギ
ウート・ウーギ（Uto Ughi、1944年1月21日 - ）は、イタリアのヴァイオリン奏者。

## 経歴
4歳でミラノ・スカラ座管弦楽団のアリオダンテ・コッジに手解きを受け、7歳で初リサイタルを開く。その後、ジョルジュ・エネスコに師事。
キジアーナ音楽院に入学し、コルラド・ロマーノに師事。世界各地で演奏活動を行う。1980年に初来日。
サンタ・チェチーリア国立アカデミア教授、パガニーニ国際ヴァイオリン・コンクールの審査員などを務める。
使用楽器は、1744年製グァルネリ・デル・ジェス「Cariplo」、1701年製ストラディヴァリウス「Kreutzer」。
イタリアにおいては、今世紀の最も著名なヴァイオリニスト、そしてイタリアに生まれ開花した最初の偉大なヴァイオリン流派の伝統の正統継承者としてみなされる。またウート・ウーギ自身、ヴェネツィアの歴史的文化遺産修復・救済の基金のために、ヴェネツィアにおける芸術祭である"OMAGGIO A VENEZIA"を創立する等、音楽活動のみならず、イタリアの国民的愛国的文化芸術保護のためにも努めている。